# Олексіївка (Криворізький район)
Олексі́ївка  — село в Україні, у Софіївській селищній громаді Криворізького району Дніпропетровської області.
Колишня назва — Князь Іванівка. Можливо Князіванівка, Князь-Іванівка. Назву змінили приблизно у середині 60-х років 20-го сторіччя.
Населення — 277 мешканців.

## Географія

Річка Кам'янка

Село Олексіївка знаходиться на березі річки Кам'янка, вище за течією на відстані 2 км розташоване село Вишневе, нижче за течією на відстані 2,5 км розташоване село Кам'янка. Поруч проходить автомобільна дорога Н11.
Відстань до центру територіальної громади становить близько 11 км і проходить автошляхом Н11, до залізничної станції Девладове Придніпровської залізниці — 8 км.

## Історія
Рішенням облвиконкому № 612 від 01.07.1958 року центр Мар'янівської сільської ради перенесено в село Олексіївка і Мар'янівська сільська рада була перейменована в Олексіївську сільську раду депутатів трудящих. В 1980 році центр сільської ради перенесено в село Кам'янка і Олексіївська сільська рада перейменована в Кам'янську сільську раду. 
У 1949 головою Князь-Іванівської сільради був Шереметьєв, потім Ямпольська

## Сьогодення
На території Олексіївки розміщена бригада колгоспу ім. Ульянова, яка має 2294 га орної землі і займається вирощуванням зерна та виробництвом продуктів тваринництва.
В селі — початкова школа, Будинок культури із залом на 300 місць, бібліотека, ФАП.
Український Фонд Соціальних Інвестицій провів реконструкцію водопровідних мереж у селі, є газогін.

## Населення

### Мова
Розподіл населення за рідною мовою за даними перепису 2001 року:
| Мова       | Кількість | Відсоток |
| ---------- | --------- | -------- |
| українська | 327       | 96.46%   |
| російська  | 12        | 3.54%    |
| Усього     | 339       | 100%     |